# Караста
Караста (фин. Kaarosta) — река в Ломоносовском районе Ленинградской области и городе Ломоносове Петродворцового района Санкт-Петербурга.

## История
В 1889 году для организации пристани в непосредственной близости от вокзала станции Ораниенбаум был прорыт Шлюпочный канал. Он является частью реки Карасты от Балтийской железной дороги до устья.
В 1954 году участок русла от Дворцового проспекта до Балтийской железной дороги получил бетонные берега. В документах получившееся гидротехническое сооружение называется «водопроводящим лотком с берегоукрепительной стенкой». В 2023 году городские власти пообещали провести ремонт сооружения.

## Данные водного реестра
По данным государственного водного реестра России относится к Балтийскому бассейновому округу, водохозяйственный участок реки — Реки бассейна Финского залива от северной границы бассейна реки Луга до южной границы бассейна реки Нева. Относится к речному бассейну реки Нарва (российская часть бассейна).
Код объекта в государственном водном реестре — 01030000712102000025376.

## Мосты через Карасту

### На территории Ораниенбаумского парка
- Мост-плотина Красного пруда
- Каменный («Руинный») мост
- Петровский мост
- Мост-плотина Нижнего пруда
- Мост у Нижних домов

### На территории города Ломоносова
- Слободской мост
- Шведский мост
- Театральный мост
- безымянный железнодорожный мост близ вокзала

## Галерея
- Чертёжный мост
- Руинный мост
- Петровский мост
- Мост-плотина у Нижнего пруда
- Мост у входа в парк с Дворцового проспекта
- Караста в нижнем течении в районе ж/д станции Ораниенбаум I